# Rickrolling
Rickrolling or a Rickroll és un meme d'Internet que implica l'aparició inesperada del vídeo musical de l'èxit de la cançó de 1987 "Never Gonna Give You Up⁣", interpretat pel cantant anglès Rick Astley. El vídeo esmentat té més de 1.500 milions de visualitzacions a YouTube. El meme és un tipus d'⁣esquer i interruptor, normalment utilitzant un hiperenllaç disfressat que condueix al vídeo musical. Quan un fa clic en un enllaç aparentment no relacionat, el lloc amb el vídeo musical es carrega en lloc del qual s'esperava, i han estat "Rickrolled". El meme també s'ha estès a utilitzar la lletra de la cançó, o cantar-la, en contextos inesperats. El mateix Astley també ha estat Rickrolled en diverses ocasions.
El meme va sorgir d'un truc similar d'esquer i canvi anomenat "duck rolling" que va ser popular al lloc web de 4chan el 2006. El truc d'esquer i canviar de vídeo es va fer popular a 4chan l'any 2007 durant el dia dels innocents i es va estendre a altres llocs d'Internet més tard aquell any. El meme va guanyar l'atenció generalitzada el 2008 a través de diversos esdeveniments publicats, especialment quan YouTube el va fer servir al seu esdeveniment del Dia dels Innocents del 2008.
Astley, que només havia tornat a actuar després d'un parèntesi de 10 anys, inicialment va dubtar a l'hora d'utilitzar la seva nova popularitat del meme per millorar la seva carrera, però va acceptar la fama en Rickrolling el 2008 Macy's Thanksgiving Day Parade amb una interpretació sorpresa de la cançó. Des d'aleshores, Astley ha vist revitalitzar la seva carrera d'interpretació per la popularitat del meme.

## Història

### Origen
"Never Gonna Give You Up" va aparèixer a l'àlbum debut d'Astley el 1987, Whenever You Need Somebody. La cançó, el seu senzill debut en solitari, va ser un èxit número u en diverses llistes internacionals, com ara el Billboard Hot 100, Hot Adult Contemporary Tracks i la UK Singles Chart. El vídeo musical que l'acompanya, el primer d'Astley, el presenta interpretant la cançó mentre balla.
L'ús de la cançó per al rickroll data del 2006, provinent del tauler d'imatges de 4chan en un primer meme conegut com a "duck rolling". En algun moment del 2006, el moderador del lloc, Christopher "m00t" Poole, va implementar un filtre de paraules que substituïa la paraula "ou" per "ànec" com a gag. En un fil, on "eggroll" s'havia convertit en "duckroll", un usuari anònim va publicar una imatge editada d'un ànec amb rodes, anomenant-lo "duckroll". La imatge es va captar a través de 4chan, convertint-se en l'objectiu d'un hiperenllaç amb un títol, d'altra banda, interessant, amb un usuari que feia clic a través d'haver-se declarat que era "duck rolled".
El març de 2007, el primer tràiler de l'esperat Grand Theft Auto IV es va publicar al lloc web de Rockstar Games. L'audiència va ser tan alta que va saturar el lloc web de Rockstar. Diversos usuaris van ajudar a publicar miralls del vídeo a diferents llocs, però un usuari de 4chan, Shawn Cotter, s'havia enllaçat al vídeo "Never Gonna Give You Up" afirmant que era el tràiler, enganyant nombrosos lectors a l'esquer i engany. El 2022, Shawn Cotter va ser entrevistat per Vice Media. Va dir que la raó d'utilitzar "Never Gonna Give You Up" va ser perquè va trobar una llista de cançons que eren populars en el moment en què va néixer mitjançant Internet, i aquesta cançó estva a la part superior de 1987, que va ser el seu any de naixement. Aquesta pràctica va reemplaçar ràpidament l'engany per altres enllaços atractius, que generalment apuntaven al vídeo d'Astley i, per tant, van crear la pràctica del "rickrolling". L'esquer i el canvi a "Never Gonna Give You Up" es va expandir molt a 4chan el dia dels innocents del 2007, i va fer que el truc s'expandís a altres llocs com Fark i Digg més tard aquell any, afegint ràpidament el nom "rickrolling" i abandonant el de "duck rolling" anterior.

### Creixement el 2008

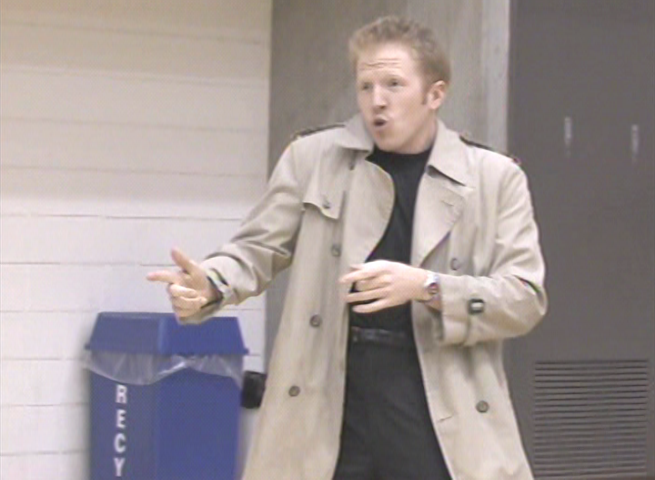
Un imitador d'Astley durant un dels rickrolls del març de 2008 als partits de bàsquet universitaris.

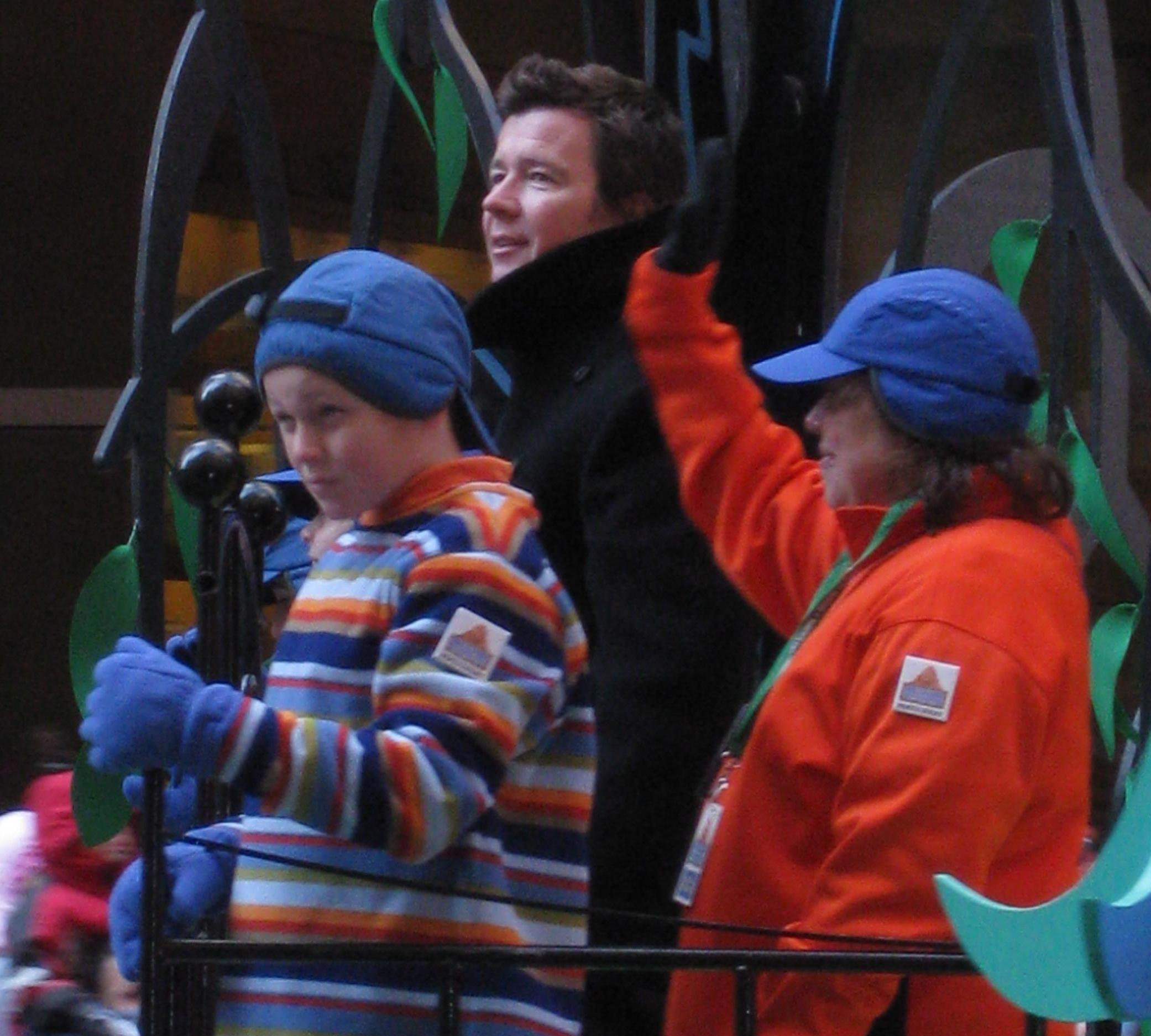
Astley interpretant la cançó durant la desfilada del Dia d'Acció de Gràcies de Macy's de 2008.

## Reacció

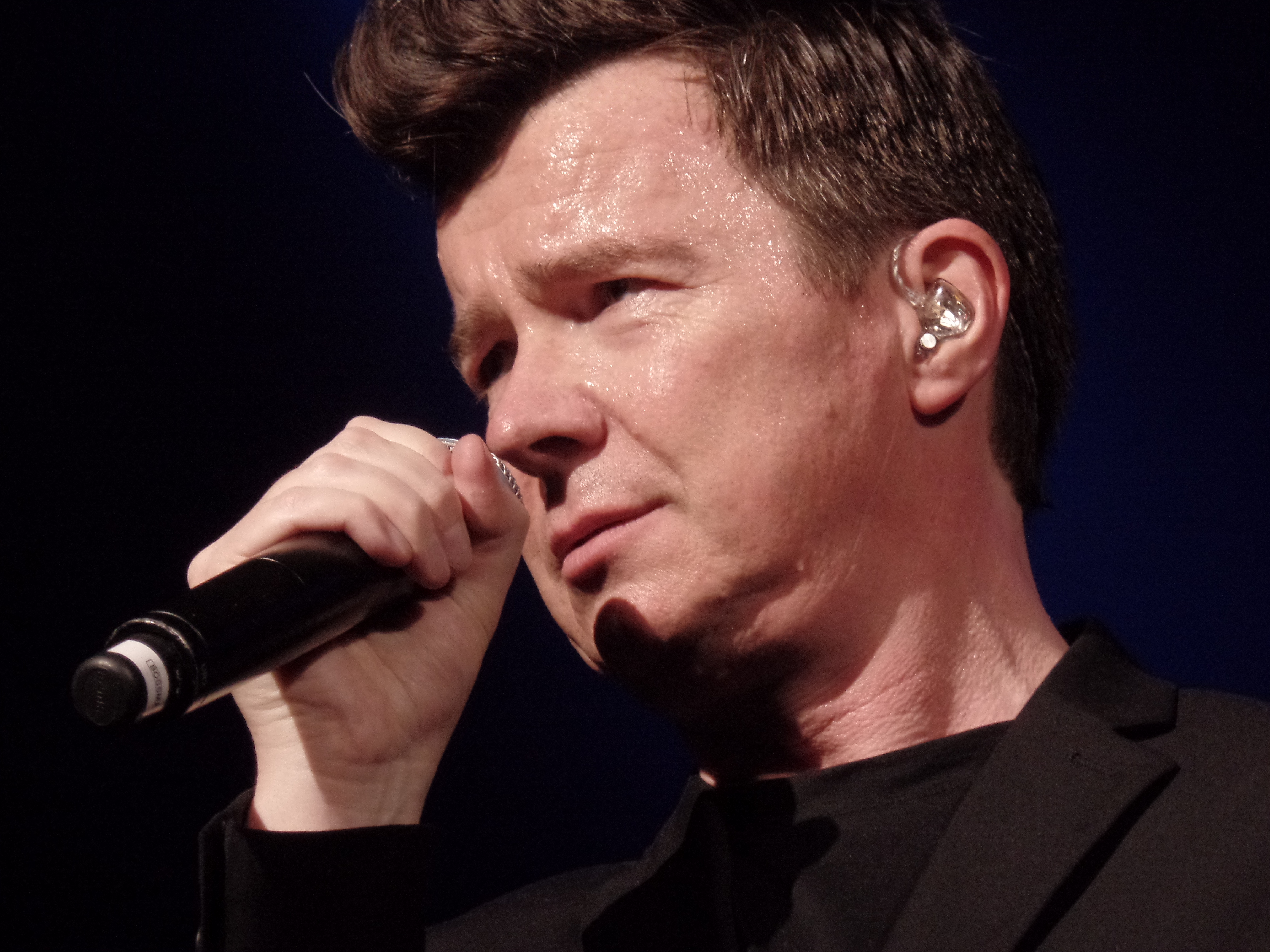
Astley actuant el 2017